# Maria Josepa Amàlia de Saxònia
Maria Josepa Amàlia de Saxònia (Dresden, 6 de desembre de 1803 - Aranjuez, 17 de maig de 1829) va ser una princesa saxona, va esdevenir reina consort d'Espanya entre 1819 i 1829, sent la tercera esposa del rei Ferran VII. Durant els deu anys de regnat, va tenir dificultats per adaptar-se a la cort espanyola i, tanmateix, a causa de les seves fortes conviccions morals i religioses, fruit de la seva educació en un convent, va retardar la consumació del matrimoni amb Ferran VII i, malgrat tot, la reina no aconseguí aportar la descendència que es buscava amb aquest nou matrimoni per la part espanyola.

## Biografia

### Infància
Nascuda a la ciutat de Dresden, capital de l'Electorat de Saxònia, el dia 6 de desembre de 1803. Era la filla del príncep Maximilià de Saxònia i de la princesa Carolina de Borbó-Parma. Maria Josepa era neta per via paterna de l'elector Frederic Cristià I de Saxònia i de la princesa Maria Antònia de Baviera mentre que per via materna ho era del duc Ferran I de Parma i de l'arxiduquessa Maria Amàlia d'Àustria.
En néixer, la seva mare va veure's afectada per complicacions postpart i no les va poder superar, l'1 de març de 1804, gairebé després de mesos, moria. A banda d'això, ben aviat el seu pare l'envià a viure a un convent vora del riu Elba, perquè les monges s'ocupessin de la seva educació. Maria Josepa cresqué i s'educà en un ambient rígid i extremadament religiós i, de fet, no va abandonar el convent fins als setze anys, el dia abans de sortir cap a Espanya per convertir-se en l'esposa del rei Ferran VII.

### Reina d'Espanya
Es va casar amb el rei d'Espanya, Ferran VII d'Espanya, fill de Carles IV d'Espanya i de la princesa Maria Lluïsa de Parma. La necessitat d'assegurar la continuïtat de la dinastia borbònica a Espanya després de dos matrimonis sense fills de Ferran, feu que hi hagués una nova elecció, que recaigué en una princesa saxona. Per una banda hi havia el record de la princesa Maria Amàlia de Saxònia, esposa de Carles III d'Espanya; de l'altra les princeses saxones tenien fama de mares prolífiques.
Ell, que tenia vint anys més que Maria Josepa, va enamorar-se'n en veure un retrat seu i va decidir casar-se amb ella. Durant el viatge Ferran va enviar algunes cartes la seva futura esposa per tal d'amenitzar el llarg viatge des de Saxònia, amb un contingut mescla de religiositat, falta de sintaxi i, tanmateix, de desig sexual per part del futur espòs. La princesa arribà a Espanya el 2 d'agost de 1819, va entrar per Hondarribia, en direcció a la capital, a Madrid ella va tenir una gran rebuda, com era tradició a la vila. Finalment, la parella reial va casar-se el 20 d'octubre d'aquell any.
Des d'un primer moment la relació entre la princesa saxona i el rei espanyol fou tibant. Mentre Ferran VII pretenia assegurar la continuïtat de la dinastia amb el naixement d'un fill mascle, Maria Josepa seguia aferrada a forts principis religiosos i morals que li impedien mantenir relacions sexuals amb el seu marit. No fou fins després d'una carta d'intermediació del Sant Pare que la parella pogué consumar el matrimoni.
Maria Josepa tingué sempre problemes per desenvolupar-se en el si de la Cort espanyola i molt especialment en les relacions íntimes amb el seu espòs. La parella no tingué fills i la princesa Maria Josepa s'anà retirant de la vida pública de forma progressiva, amb llargues estades als Palau d'Aranjuez, a La Granja de Sant Ildefons o el Palau de Riofrío.
Maria Josepa va morir al Palau d'Aranjuez el dia 17 de maig de 1829. Mesos després, Ferran es va tornar a casar, aquesta vegada amb la princesa Maria Cristina de Borbó-Dues Sicílies amb qui tingué dues filles.